# Malacocottus aleuticus
Malacocottus aleuticus är en fiskart som först beskrevs av Smith, 1904.  Malacocottus aleuticus ingår i släktet Malacocottus och familjen paddulkar. Inga underarter finns listade i Catalogue of Life.